# Portrait de Jean-François Gilibert
Le Portrait de Jean-François Gilibert est un tableau peint en 1804-1805 par Jean-Auguste-Dominique Ingres. Le modèle du portrait, un avocat, originaire de Montauban comme Ingres, était un des amis intimes du peintre; il est représenté à mi-corps dans un style délibérément inachevé. Le tableau est, depuis 1937, dans les collections du musée Ingres (inventaire MI.37.2).

## Provenance
L'œuvre est la propriété du modèle jusqu'à sa mort, et passe ensuite en possession de sa fille Pauline Gilibert épouse Montet. Dans la collection de la famille, la dernière propriétaire Mme Fournier le lègue en 1937 au musée Ingres de Montauban.